# Cape Coast
Cape Coast, ou Cabo Corso, est la capitale de la région du Centre du Ghana et aussi la principale ville des Fantis, l'ethnie de la région.
Elle a une population de 169 894 habitants (recensement de 2010). Le nom fanti de la ville est Oguaa.

## Géographie
Elle est située près de l'océan Atlantique, dans le golfe de Guinée, à 147 km à l'ouest de la capitale Accra par la route nationale N1.

## Histoire

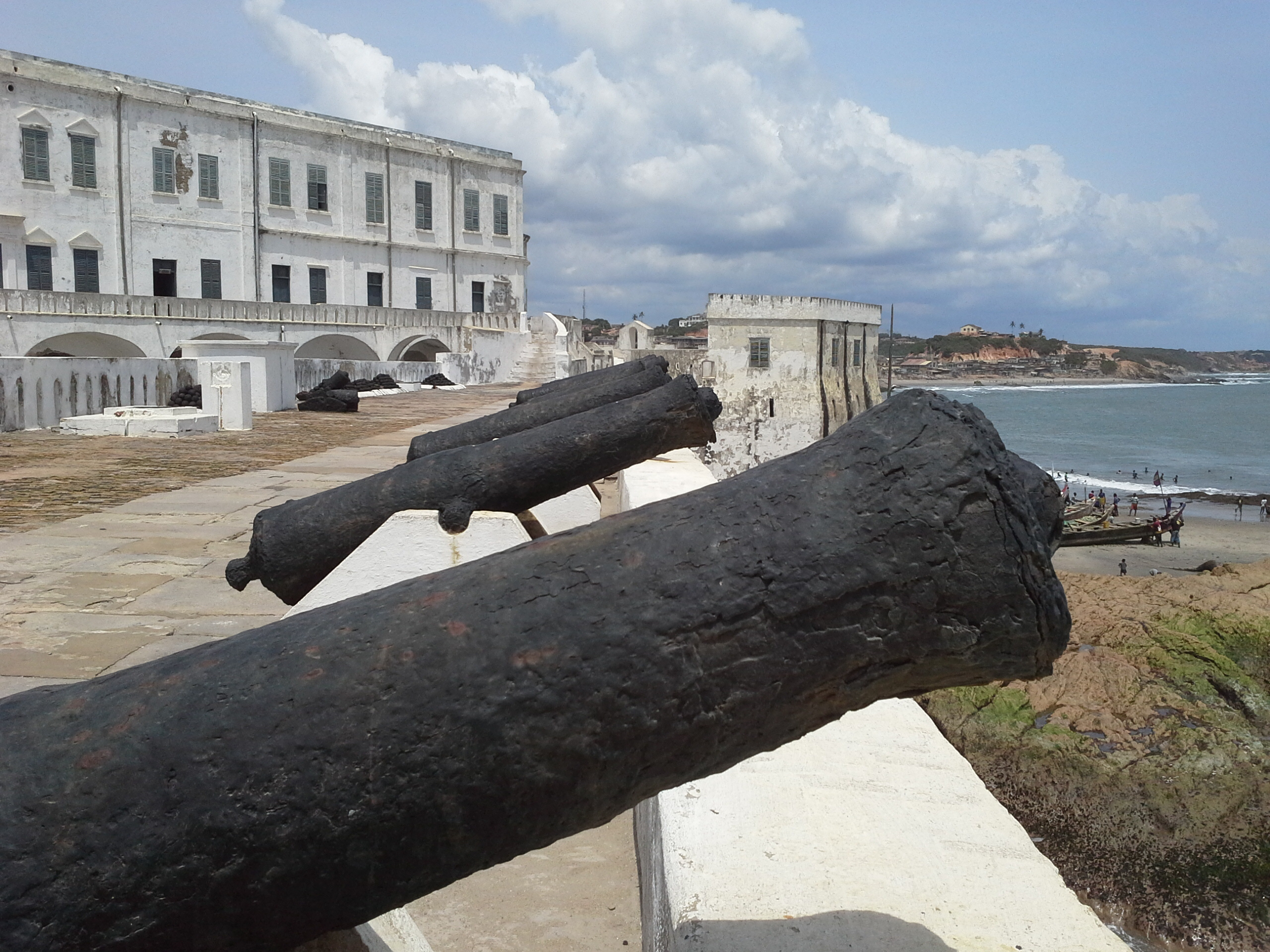
Le fort aux esclaves de Cape Coast.

Fondée par les Portugais au XVe siècle, la ville se développa autour du comptoir de Cabo Corso, aujourd'hui devenu un site du patrimoine mondial de l'UNESCO. Il fut transformé en fort par les Néerlandais en 1637, puis agrandi par les Suédois en 1652 et pris par les Britanniques en 1664. 
Au XIXe siècle, les préoccupations concernant le climat de Cape Coast ont suscité des discussions sur le déménagement du quartier général à Accra, considéré comme une alternative plus saine. Le rapport du colonel Henry Ord en 1865 a mis en évidence l'attrait d'Accra, mais un séisme en 1862 a endommagé des bâtiments gouvernementaux clés, contrecarrant les plans. Dans les années 1870, le climat et les problèmes d'assainissement de Cape Coast persistaient, conduisant à la considération d'alternatives telles que Ada, Elmina et Accra. Malgré les inconvénients d'Elmina, les avantages d'Accra, notamment sa signification commerciale et son environnement relativement sain, l'emportaient sur ses inconvénients. Finalement, en 1875, la décision a été prise de déplacer le quartier général de la colonie de la Côte-de-l'Or à Accra.
Cape Coast est aussi l'endroit où la plupart des esclaves étaient regroupés avant d'effectuer le « passage du milieu », c'est-à-dire être envoyés en Amérique et aux Caraïbes. Après le XVIe siècle, la ville changea plusieurs fois de mains, disputée entre les Britanniques, les Portugais, les Danois et les Néerlandais.

## Enseignement supérieur

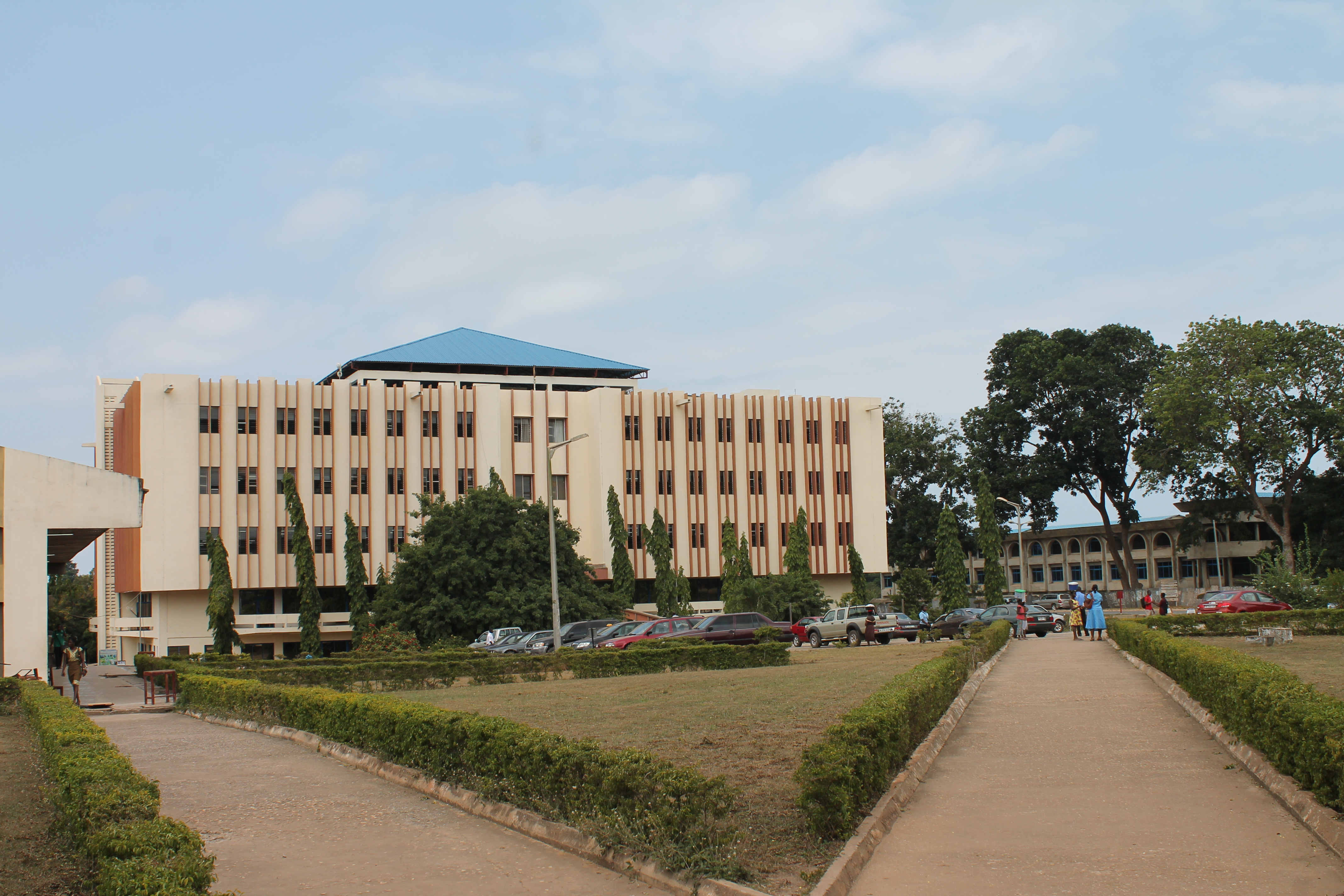
Université de Cape Coast.

L’Université de Cape Coast a été fondée en 1962.

## Lieux de culte
Parmi les lieux de culte, il y a principalement des églises et des temples chrétiens : Church of the Province of West Africa (Communion anglicane), Evangelical Presbyterian Church, Ghana (Communion mondiale d'Églises réformées), Convention baptiste du Ghana (Alliance baptiste mondiale), Lighthouse Chapel International, Église de la Pentecôte, Assemblées de Dieu, Archidiocèse de Cape Coast (Église catholique) . Il y a aussi des mosquées musulmanes.

## Monuments
- Fort de Cape Coast
- Fort William, transformé en phare

## Personnalités liées à la ville
- Kwadwo Egyir (1700-1776), l'un des plus importants marchands d'esclaves devenu chef influent sur la confédération Fanti et le royaume Ashanti ;
- Philip Quaque (1741-1816), premier Africain ordonné prêtre de l'église anglicane et missionnaire en Côte de l'Or.
- J. E. Casely Hayford (1866–1930), journaliste ghanéen, écrivain, avocat, professeur et homme politique, né à Cape Coast ;
- Henry van Hien (1857-1928), marchand, homme politique et nationaliste ghanéen.
- Efua Dorkenoo (1949-2014), militante contre les mutilations génitales féminines, née à Cape Coast ;
- Ignace Hummel (1870-1924), pionnier de l'évangélisation du pays, mort à Cape Coast ;
- Joseph de Graft Johnson (1933-1999), vice-Président de la république du Ghana (1979-1981) ;
- Ebo Taylor (1936), musicien et producteur de musique et pionnier du highlife, né à Cape Coast ;
- Peter Turkson (1948), cardinal ghanéen, président du Conseil pontifical « Justice et Paix ».
- Theo Sowa, écrivaine et militante pour les droits des enfants en lien avec l'UNICEF, y est née en 1957.
- Betty Acquah (1965), peintre.